# Хоменко Тетяна Миколаївна
Тетяна Миколаївна Хоменко (*1962) — українська вчена ,кандидат філологічних наук, доцент кафедри зарубіжної преси та інформації факультету журналістики Львівського національного університету імені Івана Франка.

## Біографія
1984 року закінчила факультет журналістики Львівського державного університету імені Івана Франка. Від грудня того року почала працювати старшим бібліотекарем Обласної дитячої бібліотеки.
З 1989 року стала молодшим науковим співробітником-екскурсоводом Музею етнографії та художнього промислу Інституту народознавства НАН України ім. М. Рильського.
За шість років, у 1995-му за сумісництвом стала працювати асистентом кафедри зарубіжної преси та інформації Львівського національного університету імені Івана Франка. З 1997 року перебуває вже на постійній роботі.
2001 року Тетяна Хоменко захистила кандидатську дисертацію в Інституті журналістики Київського національного університету імені Тараса Шевченка на тему «Трансформація жанру проповіді у сучасній україномовній публіцистиці (Є.Сверстюк, М.Маринович — Україна, І.Ортинський — Німеччина)». Наступного року після захисту Тетяні Хоменко присуджено науковий ступінь кандидата філологічних наук.
З 2004 року вона займає посаду заступника декана факультету журналістики з навчально-виховної роботи. А з 2005 року викладачу присвоєно вчене звання доцента.
Паралельно з науковою й викладацькою діяльністю доцент Хоменко виконує обов'язки шеф-редактора студентського часопису «Креденс». Протягом 2005–2006, 2006–2007, 2007–2008 навчальних років вона провела перші тури Всеукраїнської наукової студентської олімпіади зі спеціальності «журналістика», підготувала студентів-переможців до участі у другому турі цієї Олімпіади.
Бере участь в організації студентських стінгазет, фотовиставок. Займається підготовкою і проведенням щорічних всеукраїнських наукових конференцій. Зокрема, «Схід-Захід разом», «Дискурсивність творчості Івана Франка і сучасна журналістика», «Журналістська наука і практика в контексті Болонського процесу» (Конференція, присвячена пам'яті професора В. Й. Здоровеги), міжнародних науково-практичних студентських конференцій «Сучасний український медіапростір: виклики часу», «Моральна відповідальність журналіста в умовах глобалізаційних процесів». Організовує зустрічі студентів з відомими журналістами, політиками.
Також Тетяна була літературним редактором часописів «Експрес», «Світ науки», навчального посібника професора Йосипа Лося. А свою поезію доцент Хоменко публікує у журналі «Дзвін».

## Курси
- Деонтологія журналістики;
- Історія світової та української культури;
- Історія світової літератури;
- Теорія культури і масової комунікації.

## Публікації
- Формотворчі контамінації у публіцистиці Євгена Сверстюка // Вісник Львів. ун-ту. — Серія «Журналістика». — Львів, 2003. — Вип.22. — С.416-422.
- Мова як макрообраз світу (роздуми над книгою О.Федик «Мова як духовний адекват світу (дійсності)») // Вісник Львів. ун-ту. — Серія «Журналістика». — Львів, 2003. — Вип.22. — С.448-450.
- Дихотомічні перцепції сучасності у публіцистичній інтерпретації Євгена Сверстюка, Мирослава Мартиновича, Івана Ординського // Наукові записки інституту журналістики Київського національного університету ім.. Т.Шевченка. — К., 2002. — Т.8. — С.131-141
- Комунікативні девіації сучасного комунікативного потоку // Пам'ятки століть. Україна. — К., 2004.- Ч.3-4. — 191–197.
- Деонтологічна свідомість у контексті журналістської практики // Тези доповідей: Матеріали всеукраїнської науково-практичної конференції «Українська журналістика в контексті доби», 23-24 вересня 2004 р. — Львів, 2004.
- Осмислення явища дехристиянізації України у релігійній публіцистиці Івана Ординського (Німеччина) // Вісник Львів. ун-ту. — Серія «Журналістика». — Львів, 2004. — Вип.25. — С.286-294
- Публіцистика Івана Франка як приклад національного типу мислення // Вісник Львів. ун-ту. — Серія «Журналістика». — Львів, 2006. — Вип.28. — С.17-23.
- ЗМІ в контексті міжкультурного діалогу доби глобалізації // Вісник Львів. ун-ту. — Серія «Журналістика». — Львів, 2006. — Вип.30. — С.62-68 та ін.
- «Проповідництво і сучасна публіцистика». — ПАІС, Львів — 136 с. Монографія